# Тищенко Максим Вікторович
Макси́м Ві́кторович Ти́щенко (нар. 30 серпня 1974, Запоріжжя, Українська РСР) — український та російський футболіст і тренер.

## Кар'єра гравця
Вихованець запорізької дитячо-юнацької школи олімпійського резерву «Металург». Професіональну кар'єру розпочав у столичному «Динамо-2», потім повернувся до рідного Запоріжжя, де виступав у місцевій команді «Віктор». Відігравши в ній два сезони перебрався в інший запорізький клуб «Металург», який виступав у Вищій лізі України.
Основну частину своєї кар'єри провів у волгоградському «Роторі», у складі якого вигравав срібні та бронзові медалі чемпіонату Росії, а також брав участь у єврокубках. На початку 2008 року перейшов у курський «Авангард», який очолював його колишній одноклубник Валерій Єсипов. У тому ж році отримав капітанську пов'язку. На початку лютого 2010 року з'явилася інформація про те, що Максим Тищенко завершив кар'єру футболіста, але все міжсезоння він провів на зборах у клубі Другого дивізіону «Губкін». 14 квітня 2010 року був внесений до заявки костромського «Динамо» для участі в зоні «Захід» Другого дивізіону.

## Кар'єра тренера
На початку 2011 року отримав тренерську ліцензію категорії C, яка дозволила йому працювати тренером дитячо-юнацьких шкіл. У 2011 році працював помічником тренера в костромському «Динамо». З червня 2012 по вересень 2013 року — помічник головного тренера кіровоградської «Зірки».
Із січня 2014 по 2015 рік — головний тренер ФК «Банга» (Гаргждай) у Литві.

## Досягнення

### Командні
- Вища ліга чемпіонату Росії
  -  Срібний призер: 1997
  -  Бронзовий призер: 1996

- Кубок Інтертото
  -  Фіналіст: 1996

### Особисті
- Найкращий захисник зони «Центр» Другого дивізіону: 2009

## Виступи в єврокубках
- Кубок Інтертото 1996: 8 матчів
- Кубок УЄФА 1997—1998: 2 матчі
- Кубок УЄФА 1998—1999: 2 матчі